# Zgornje Danje
Zgornje Danje je naselje u slovenskoj Općini Železniku. Zgornje Danje se nalazi u pokrajini Gorenjskoj i statističkoj regiji Gorenjskoj.

## Stanovništvo
Prema popisu stanovništva iz 2002. godine naselje je imalo 0 stanovnika.